# Паганини: Скрипач Дьявола
«Паганини: Скрипач Дьявола» (англ. The Devil’s Violinist) — фильм о любовной истории знаменитого итальянского скрипача и композитора Никколо Паганини.

## Сюжет
Юный мальчик Никколо Паганини изучает музыку под руководством своего жестокого отца. Уже взрослый Никколо пытается выступать в театре перед публикой, но его гениальные произведения никто не хочет слушать. К нему является дьявол - сеньор Урбани - и предлагает Никколо сделку - Урбани будет служить Никколо до конца жизни, исполнит все его мечты, но после смерти Никколо будет также служить ему, Никколо без раздумий соглашается и подписывает контракт с Урбани. Музыкант быстро становится знаменитым, начинает развратную жизнь, алкоголь, опиум, женщины, карты. 
Урбани везет Никколо в Лондон - новую столицу мира. Почти разорившийся импресарио размещает гастролера у себя, где Никколо ухлестывает за дочерью импресарио Шарлоттой. Пресса отрицательно отзывается о Паганини, билеты на концерт не продаются, но приходит приглашение сыграть для короля, Никколо отказывается играть без оплаты, Урбани говорит, что пусть король купит билет на концерт. Никколо и Урбани отправляются в местный паб, где Никколо покоряет всех своей игрой, включая корреспондентку Таймс, которая за ним следит. Выходит хвалебная статья, билеты распродаются, на концерт приезжает король, Никколо и Шарлотта влюбляются, Шарлотта поет на концерте Паганини, но после концерта Шарлотта застает Никколо с любовницей и убегает от него, по наущению Урбани выходит статья, что Никколо изнасиловал юную невинную девушку, Никколо заключают в тюрьму, его избивают, но Урбани освобождает Никколо из тюрьмы. Шарлотта начинает свою музыкальную карьеру, выходит замуж, ждет ребенка.
Никколо увольняет Урбани, пытается открыть казино в Париже, выступать в нем, но предприятие рушится, он гастролирует, возвращается в Италию, будучи глубоко больным и разочарованным, он умирает. Шарлотта исполняет музыку Паганини, становится звездой.

## В ролях
- Дэвид Гарретт — Никколо Паганини
- Джаред Харрис — Урбани
- Кристиан МакКей — Джон Уотсон
- Андреа Дек[англ.] — Шарлотта Уотсон
- Вероника Феррес — Элизабет Уэллс
- Хельмут Бергер — лорд Бургерш
- Джоэли Ричардсон — Этель Лэнгхем

## Музыка
Скрипач Дэвид Гарретт самостоятельно исполняет произведения Паганини, вошедшие в фильм.